# Спружева
Спру́жева (латыш. Sprūževa) — населённый пункт в Резекненском крае Латвии. Административный центр Гришканской волости. Расстояние до города Резекне составляет около 7 км. По данным на 2018 год, в населённом пункте проживало 345 человек.

## История
В советское время населённый пункт был центром Гришканского сельсовета Резекненского района. В селе располагалась центральная усадьба колхоза «Большевикс».